# Ahed Tamimi

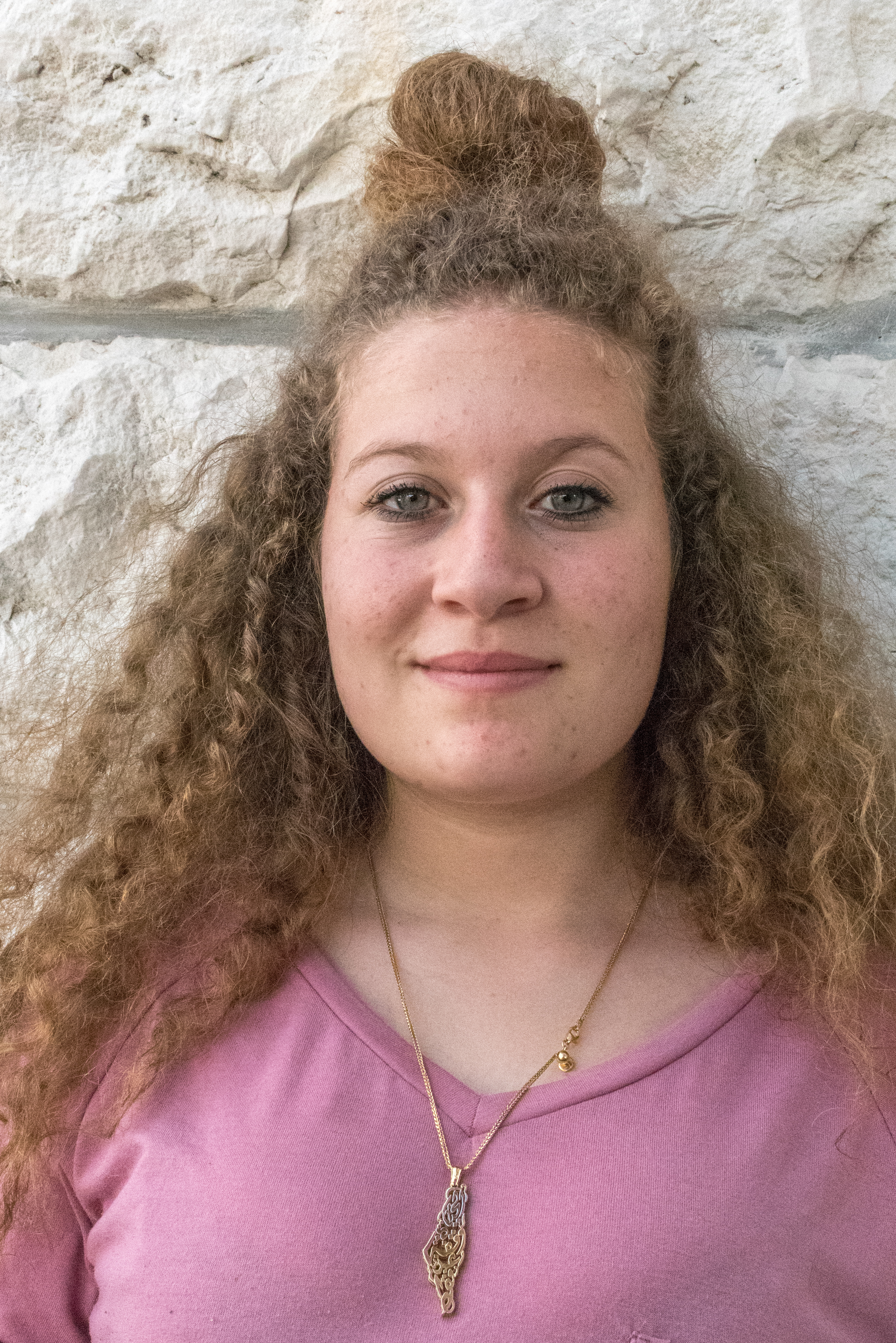
Ahed Tamimi (2018)

Ahed Tamimi (arabisch عهد التميمي, DMG ʿAhd at-Tamīmī) (* 31. Januar 2001 in Nabi Salih, Palästinensische Autonomiegebiete) ist eine palästinensische antizionistische Aktivistin. Wegen eines tätlichen Angriffs auf israelische Soldaten und anderer Delikte wurde sie im Dezember 2017 inhaftiert, im März 2018 zu einer achtmonatigen Freiheitsstrafe verurteilt und Ende Juli 2018 aus der Haft entlassen. Im November 2023 wurde Tamimi wegen des Verdachts des Aufrufes zu Gewalttaten erneut festgenommen. Nach rund dreieinhalb Wochen wurde sie im Rahmen eines Austausches von palästinensischen Gefangenen gegen während des Terrorangriffs der Hamas vom 7. Oktober 2023 genommene israelische Geiseln freigepresst.

## Familiäres Umfeld
Ahed Tamimi wurde als Tochter von Bassem und Nariman Tamimi in Nabi Salih, einem kleinen Dorf rund 20 Kilometer nordwestlich von Ramallah im Westjordanland, geboren. Seit 2009 demonstrieren die Bewohner von Nabi Salih fast wöchentlich. Unmittelbarer Anlass dafür war ein Streit mit israelischen Siedlern aus dem benachbarten Chalamisch über Landnutzungsrechte, insbesondere um die Übernahme einer Wasserquelle und Badehöhle namens „Ein al-Qaws“ durch die Siedler. Laut dem Journalisten Ben Ehrenreich gehörte diese Quelle und das umliegende Land seit Generationen der Familie Tamimi. Die Siedler mussten im Januar 2013 aufgrund eines Urteils des israelischen Obersten Gerichtshofs ihre an der Quelle illegal errichteten Anlagen wieder abreißen. Bei den dennoch anhaltenden, fast wöchentlichen Kundgebungen wurden immer auch Steine in Richtung der anwesenden Soldaten geworfen, was laut Bassem Tamimi „keine Gewalt, [sondern] Teil des friedlichen Protests“ sei. Die israelische Armee setzte gegen diese Ausschreitungen Tränengas, synthetisches Skunksekret, Wasserwerfer, Gummigeschosse oder gelegentlich scharfe Munition ein. Dabei wurden im Laufe der Jahre zwei oder drei Dorfbewohner, darunter Aheds Onkel Rushdie, getötet und hunderte verletzt. Nach Angaben der Zeitung The Guardian wurden über die Zeit rund 140 Bewohner vom Nabi Saleh in Gewahrsam genommen und zur Zahlung von zusammen umgerechnet mehreren tausend Dollar für Strafen und Kautionen verurteilt. Nach Darstellung ihres Vaters hätte das Wohnhaus der Familie ursprünglich nach Protesten im Jahr 2010 abgerissen werden sollen und sei bis 2017 mehr als 150 Mal Gegenstand von Einsätzen des israelischen Militärs gewesen. Bassem Tamimi verbüßte für verschiedene Delikte bis 2013 bereits neun Freiheitsstrafen in israelischen Gefängnissen und gilt als einer der Anführer der wöchentlichen Proteste. Er tritt für eine Einstaatenlösung ein. Die Palästinensische Autonomiebehörde versucht hingegen auf dem Verhandlungsweg eine Zweistaatenlösung mit Israel zu erreichen und lehnt daher die Aktionen der Tamimis ab. Mehrere Mitglieder der Familie hatten bereits während des Palästinakrieges von 1947 bis 1949 in Abd al-Qadir al-Husainis „Armee des heiligen Krieges“ gegen ein unabhängiges Israel gekämpft. Ahlam Tamimi, eine Cousine Bassems aus Nabi Salih, war während der Zweiten Intifada Mittäterin des Bombenanschlags auf die Jerusalemer Pizzeria Sbarro, bei dem 15 Menschen, darunter sieben Kinder und eine Schwangere, getötet wurden. Sechs Wochen nach dem Oslo-Friedensvertrag von 1993 stachen zwei von Aheds Cousins, Said und Nizar Tamimi, einen Israeli nieder und verbrannten ihn bei lebendigem Leibe im Kofferraum seines Autos. Im Dezember 2011 wurde Mustafa Tamimi, ein Cousin von Ahed Tamimis Mutter Nariman Tamimi, nach einem Steinwurf auf ein Militärfahrzeug von israelischen Soldaten durch einen Schuss mit einer Tränengasgranate getötet. Im Oktober 2015 teilte Bassem Tamimi auf Facebook ein Post, das behauptete, dass Israelis Palästinenserkinder verhaften würden, um ihre Organe zu stehlen, und dass die Zionisten die Medien kontrollieren würden, um diese Information zu unterdrücken. Tamimis Vater Bassem wurde etwa eine Woche vor der Verhaftung Aheds im November 2023 verhaftet.

## Aktivismus

### Als Kind und Jugendliche
Als im Dezember 2012 ein israelischer Soldat Ahed Tamimis Bruder festnehmen wollte, bedrohte sie ihn mit erhobener Faust. Bilder und Videos dieser Szene machten sie insbesondere in sozialen Medien als eine Symbolfigur der Proteste gegen die israelische Besetzung des Westjordanlands international bekannt und brachten ihr eine Einladung des damaligen türkischen Ministerpräsidenten Recep Tayyip Erdoğan ein.
2015 geriet Ahed Tamimi abermals in den Fokus der Öffentlichkeit, als sie einen israelischen Soldaten tätlich angriff und in die Hand biss, weil dieser ihren Bruder wegen Steinewerfens festnehmen wollte.
Am 15. Dezember 2017 nahm Ahed an der in ihrem Dorf seit 2009 fast wöchentlich stattfindenden Demonstration teil, bei der rund 200 Palästinenser israelische Soldaten wie üblich mit Steinen bewarfen. Einige der Steinewerfer betraten dazu nach Armeeangaben auch das Haus der Familie Aheds, wobei dies mit dem Einverständnis der Tamimis erfolgt sein soll. Die Soldaten drangen daraufhin in das Haus ein, vertrieben die Steinewerfer und ließen nach Armeeangaben zwei Mann am Eingang zurück, um eine Rückkehr der Steinewerfer zu verhindern. Ahed Tamimi griff sodann zusammen mit ihrer Mutter und einer Cousine die beiden israelischen Wachposten tätlich an, trat auf sie ein und schlug einem der beiden ins Gesicht, ohne dass diese darauf reagierten. Nachdem von den Tamimis gefertigte Filmaufnahmen des Angriffs im Internet Verbreitung gefunden hatten, wurde Tamimi von Palästinensern als „Heldin“ gefeiert. Nach Darstellung von Tamimis Vater Bassem wurde kurz vor Ahed Tamimis Tätlichkeit deren 15-jähriger Cousin Mohammed Fadl al-Tamimi aus nächster Nähe von einem Gummigeschoss schwer am Kopf verletzt. Die Armee erklärte zunächst, ihr lägen keine Erkenntnisse dazu vor. Er wurde in ein palästinensisches Krankenhaus eingeliefert, dort in ein künstliches Koma versetzt und kam einige Tage später wieder zu Bewusstsein.
Wenige Tage nach dem Vorfall wurden Ahed und ihre beiden Mittäterinnen verhaftet. Das Haus wurde außerdem durchsucht und Aufzeichnungen zu den Übergriffen sichergestellt. 13 Tage nach der Verhaftung wurde vor einem israelischen Militärgericht Anklage in zwölf Punkten erhoben. Bei einer Vernehmung durch israelische Stellen Ende Februar 2018 soll der verletzte Cousin Mohammed ausgesagt haben, dass seine Schädelverletzungen bei einem Unfall durch das Eindringen eines Fahrradlenkergriffes verursacht worden seien. Er wurde nach der Vernehmung wieder auf freien Fuß gesetzt. Seine Darstellung scheint eine Schutzbehauptung zu sein, mit der der Teenager vermeiden wollte, für eine Beteiligung an den Ausschreitungen belangt zu werden. Sie widerspricht den Aussagen anderer Zeugen sowie vom „Volkskomitee von Nabi Saleh“ zur Verfügung gestelltem medizinischem Bildmaterial, die der regierungskritischen israelischen Tageszeitung Haaretz vorlagen.
Am 21. März 2018 wurde Ahed Tamimi von einem israelischen Militärgericht nach einer Absprache mit der Anklage zu acht Monaten Freiheitsentzug und einer Geldstrafe von 5.000 Schekel (umgerechnet 1170 Euro) verurteilt. Sie bekannte sich in vier Anklagepunkten schuldig, die anderen acht Anklagepunkte wurden fallengelassen. Anfang Juni 2018 wurde ihr eine vorzeitige Haftentlassung wegen guter Führung verwehrt, weil sie keine Reue für ihre Tat zeigte. Am 29. Juli 2018 wurden ihre Mutter und sie vorzeitig aus der Haft entlassen. Laut ihrer Anwältin Gaby Lasky ist dies übliche Praxis in Israel, da die Gefängnisse überfüllt seien. Tamimi kündigte an, den „Widerstandskampf“ fortsetzen zu wollen. Ihr Vater ergänzte, dass sie „gezwungen“ wäre, erneut einen Soldaten ins Gesicht zu schlagen, sollte es in Nabi Saleh wieder Konfrontationen mit der israelischen Armee geben.

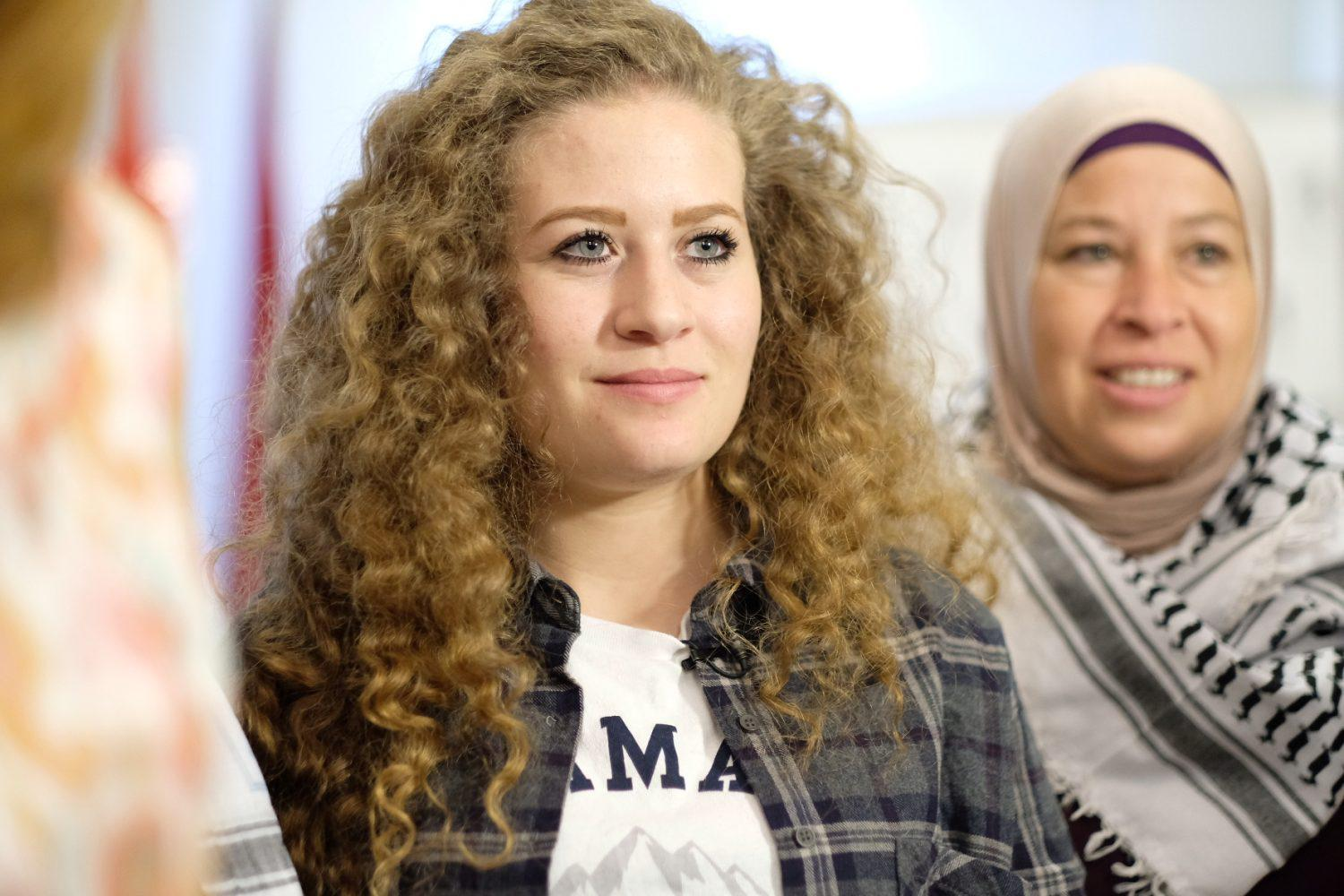
Ahed Tamim und ihre Mutter während ihres Empfangs durch den Stadtrat von Madrid im Jahr 2018

Ahed Tamini wurde am 28. September 2018 vom Madrider Stadtrat empfangen; der Bürgermeister Maurico Valiente stellte sie als „ein Beispiel für den Kampf zur Verteidigung der Menschenrechte im Allgemeinen und der palästinensischen Sache im Besonderen dar.“ Tamini schloss die Veranstaltung mit dem Hinweis, dass sie die Solidaritätsbekundungen und die Unterstützung des Madrider Stadtrats schätze, und rief alle Menschen, die sie unterstützt hatten, als sie im Gefängnis war, dazu auf, weiter ihre Stimme für die 350 Jungen und Mädchen zu erheben, die noch inhaftiert waren.

### Als Erwachsene
Tamimi wird vorgeworfen, im März 2019 auf Instagram zur Ermordung des Rabbiners und Likud-Abgeordneten Jehuda Glick aufgerufen zu haben.
Nach dem Abitur nahm sie ein Studium des Internationalen Rechts an der Universität Bir Zait bei Ramallah auf.
Im September 2022 veröffentlichte sie ihre Autobiographie They Called Me a Lioness, die sie zusammen mit der US-palästinensischen Journalistin Dena Takruri verfasste.
Nachdem am 7. Oktober 2023 beim Terrorangriff der Hamas auf Israel radikale Palästinenser über 1.200 israelische Zivilisten und Soldaten töteten, rund 250 weitere verschleppten und Tausende von Raketen in Richtung israelischer Städte schossen, eskalierte auch im Westjordanland die Situation. Bei Zusammenstößen mit israelischen Sicherheitskräften und Siedlern kamen dabei nach Angaben des palästinensischen Gesundheitsministeriums im Oktober rund 150 Palästinenser ums Leben. Auch in Nabi Salih spitzte sich die Entwicklung zu: Die Verbindungsstraße nach Ramallah wurde abgeschnitten und jüdische Siedler versuchten, mehrere Häuser des Dorfes in der Nacht anzugreifen, konnten aber wieder vertrieben werden. Ein Instagramaccount mit Tamimis Namen schrieb am 30. Oktober 2023 auf Arabisch und Hebräisch: „Kommt, Siedler, wir werden euch abschlachten. Wir warten auf euch in allen Städten des Westjordanlandes. Was Hitler mit euch gemacht hat, war ein Nichts. Wir werden euer Blut trinken und eure Schädel essen. Wir warten auf euch.“ Ihre Familie bestritt die Anschuldigungen vehement und ihre Mutter erklärte, der Vorwurf beruhe auf einem gefälschten Instagram-Post auf einem ganz offensichtlich gefälschten Profil. Es gebe einige Dutzend Accounts mit ihrem Namen; es sei unklar, ob und welche wirklich von Tamimi genutzt worden seien. Laut ihrer Mutter habe Tamimi keinen Instagramaccount. Ahed Tamimi tauchte für einige Zeit unter, blieb aber in der Gegend und kehrte ins Elternhaus zurück. Dort verhaftete die israelische Armee sie am 6. November 2023 um 4:30 Uhr wegen des Verdachts auf Anstiftung zur Gewalt und terroristischen Aktivitäten. Dabei wurden das Haus der Familie durchsucht und die Mobiltelefone beschlagnahmt. Ihr Vater war eine Woche zuvor, am 20. Oktober, bei einer Razzia in Ramallah von israelischen Streitkräften festgenommen worden. Itamar Ben-Gvir, Israels Minister für öffentliche Sicherheit von der religiös-nationalistischen Partei Otzma Jehudit, begrüßte die Festnahme Tamimis. Er bezeichnete sie als „Terroristin“ und beschuldigte sie der „Sympathie und Unterstützung für die Nazis in sozialen Netzwerken“.
Am 29. November 2023 wurde sie von der Hamas zusammen mit 29 weiteren palästinensischen Häftlingen im Austausch gegen in Gaza festgehaltene israelische Frauen und Kinder freigepresst.

## Rezeption
Ihre Anhänger sehen sie als Nationalheldin im Kampf gegen die israelische Kontrolle über das Westjordanland. Gegner werfen ihr vor, sie versuche gezielt, Israel durch ihre Provokationen in Misskredit zu bringen. Laut Harriet Sherwood vom The Guardian haben Bassem Tamimi und seine Kinder nie ein Leben ohne Kontrollen, Identifikationspapiere, Inhaftierungen, Zerstörung von Häusern, Einschüchterung, Demütigung und Gewalt gekannt. Sherwood erschienen jedoch viele von Aheds Antworten einstudiert. Nach Ansicht Ben Ehrenreichs widerspricht ihr westliches Erscheinungsbild dem in den Medien vermittelten Bild von Palästinensern, so dass angebliche israelische Bemühungen zur „Entmenschlichung“ der Palästinenser bei ihr nicht funktionieren würden. Der Knessetabgeordnete Michael Oren hingegen warf ihr vor, dass sie in der für weibliche palästinensische Teenager ungewöhnlichen westlichen Kleidung nur deshalb agiere, um israelische Soldaten noch mehr zu provozieren. Palästinensische Kommentatoren loben zwar einstimmig ihren Mut, sind sich aber uneinig darüber, ob das Video ihrem Anliegen abträglich sein könne, da die „Unterdrücker“ als „sanft“ erscheinen würden, oder es im Gegenteil unterstützten, indem gezeigt wird, dass auch „unbewaffneter“ Widerstand effektiv sein könne. Den Eltern wird vorgeworfen, Ahed und ihre anderen Kinder dadurch medial zu instrumentalisieren, dass sie Interviews geben und sich bei Protestaktionen filmen lassen. Ahed Tamimis Vater beschreibt sie als Angehörige der zweiten Generation palästinensischer Kinder, die unter der Unterdrückung durch die Israelis aufwüchsen. Laut Muriel Asseburg trat mit der Verhaftung von Tamimi das Phänomem inhaftierter Minderjähriger in israelischen Gefängnissen verstärkt in das Bewusstsein der internationalen Gemeinschaft.
Über Ahed Tamimi und die fünf Jahre jüngere Janna Dschihad Ayyad wurde 2016 ein Dokumentarfilm unter dem Titel „Radiance of Resistance“ gedreht. Dessen Aufführung beim „Singapore Palestinian Film Festival“ in Singapur wurde 2018 von der dortigen Medienbehörde untersagt, da dessen Darstellung verzerrt sei, den Konflikt schüre und zu Spannungen zwischen den Bevölkerungs- und Religionsgruppen im Land führen könne. 2016 wurde sie eingeladen, in den USA an einer Vortragstour unter dem Titel „No Child Behind Bars/Living Resistance“ teilzunehmen, doch das Außenministerium der Vereinigten Staaten lehnte die Erteilung eines Einreisevisums ab.
Im Januar 2018 veröffentlichte der israelische Schriftsteller Yehonatan Geffen auf Instagram ein Gedicht, in dem er Ahed Tamimi mit weiteren Opfern von Unterdrückung verglich, darunter Jeanne d’Arc, Hannah Szenes und Anne Frank. Damit erzürnte er den damaligen Verteidigungsminister Avigdor Lieberman, der die Veröffentlichung des Gedichts unterbinden wollte und es nicht mehr im Armeerundfunk ausstrahlen ließ. Während eines öffentlichen Auftritts entschuldigte sich Yehonatan Geffen und bezeichnete sein Gedicht als inhaltlichen Irrtum, beließ es jedoch auf seinem Instagram-Profil.
Im Jahr 2018 wurde Tamimi vor dem Derby gegen Atletico Madrid im Bernabeu-Stadion von der Ex-Stürmerlegende Emilio Butragueno mit einem personalisierten Trikot ausgezeichnet. Daraufhin blieb der israelische Botschafter in Spanien dem Match fern. Er begründete dies damit, dass Tamimi keine friedliche Kämpferin sei, sondern Gewalt und Terror verteidige.